# Агасак
Агасак (фр. Agassac) насеље је и општина у јужној Француској у региону Миди Пирене, у департману Горња Гарона која припада префектури Сен Годан.
По подацима из 2011. године у општини је живело 115 становника, а густина насељености је износила 12,0 становника/km². Општина се простире на површини од 9,58 km². Налази се на средњој надморској висини од 250 метара (максималној 336 m, а минималној 197 m).

## Демографија
| 1962. | 1968. | 1975. | 1982. | 1990. | 1999. | 2011. |
| ----- | ----- | ----- | ----- | ----- | ----- | ----- |
| 163   | 181   | 142   | 119   | 130   | 121   | 115   |

График промене броја становника у току последњих година